# 港站
港站（日语：／ Minato eki */?）是位於岐阜縣岐阜市鏡島（現时：西鏡島1丁目），名古屋鐵道鏡島線的鐵道車站（廢站）。

## 歷史
此站在戰後的1954年（昭和29年），隨著鏡島線延伸至鏡島站而開設此站。可是在戰後隨著機動化（汽車社會）的進展，沿線的交通需要在戰後開始減少，鏡島線在1964年廢除，使此站只營運約10年後便廢除。
- 1954年（昭和29年）9月10日 - 鏡島站至合渡橋站（後來名為西鏡島站）之間開業，此站啟用[3]。
- 1964年（昭和39年）10月4日 - 鏡島線全線廢除，此站也被廢除[3][4]。

## 車站構造
截至車站廢除前，此站是地面車站，設有1面1線的單式月台。

## 廢除後的狀況
在廢站後，隨著河渡橋開通，岐阜縣道92號岐阜巢南大野線進行了擴寬工程。便使用了此站與附近路軌的遺址以敷設道路。車站遺址附近設有岐阜巴士北方河渡線、美江寺穗積線「南鏡島3丁目」巴士站附近（在2007年9月30日前，巴士站名為「鏡島（繞道）」）。

## 相鄰車站
名古屋鐵道
鏡島線
鏡島－港－西鏡島

## 注腳
1. ↑  川島令三. . 名古屋北部・岐阜篇 1. 草思社（日语：草思社）. 1997: 126. ISBN 4-7942-0796-4 （日语）.
2. ↑  名古屋鉄道広報宣伝部（編）. . 名古屋鐵道. 1994: 252 （日语）.
3. 1 2  . 鄉土出版社（日语：郷土出版社）. 1997: 219–230. ISBN 4-87670-097-4 （日语）.
4. ↑  今尾惠介（監修）.  7 東海. 新潮社. 2008: 52. ISBN 978-4-10-790025-8 （日语）.
5. ↑  國土地理院地形圖　5萬分1圖名：大垣，昭和34年資料修正、1955年（昭和35年）2月28日發行
6. ↑  徳田耕一. . JTB Can Books. JTB出版. 2005: 74. ISBN 978-4-53305-883-7 （日语）.